# Ёкои, Сёити
Сёити Ёкои (яп. 横井 庄一 Ёкои Сё:ити, 31 марта 1915, Саори (ныне Айсай), префектура Айти — 22 сентября 1997, Нагоя) — японский капрал (яп. 伍長 готё:), участник Второй мировой войны, не признавший капитуляции Японии в сентябре 1945 года и продолжавший «свою войну» до 1972 года на острове Гуам.

## Биография
Сёити Ёкои является одним из трёх последних японских военнослужащих, вернувшихся из джунглей к мирной жизни в 1970-е годы, через 28-30 лет после окончания Второй мировой войны, в которой они принимали участие. После него вышли из джунглей младший лейтенант Хиро Онода на Филиппинах и Тэруо Накамура в Индонезии. В октябре 1972 года на Филиппинах в перестрелке с солдатами погиб рядовой первого класса Кинсити Кодзука.

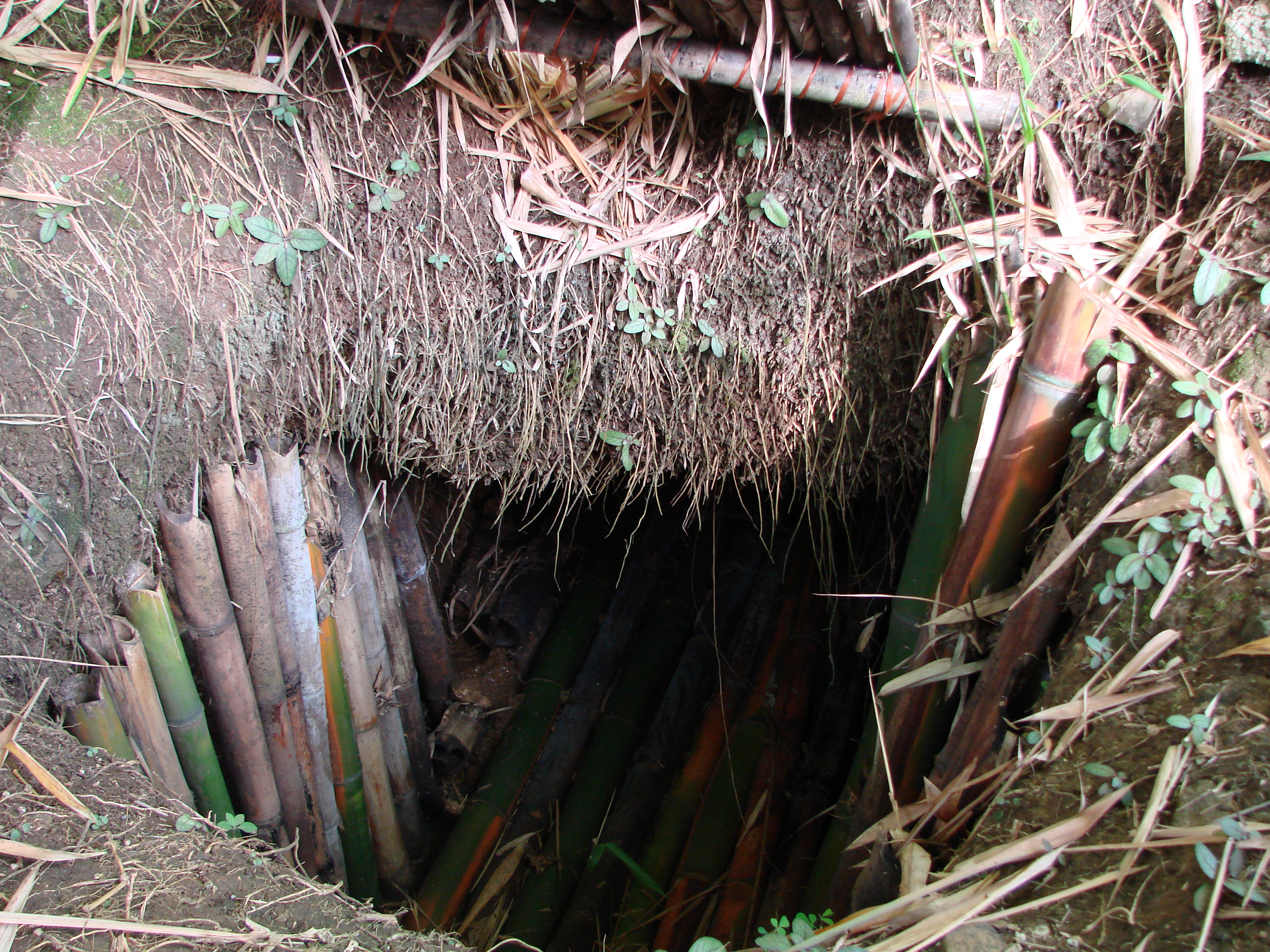
Жилище капрала Ёкои

Родился в посёлке Саори (в настоящее время город Айсай) префектуры Айти. До мобилизации в японскую императорскую армию в 1941 году был учеником портного. Первоначально служил в составе 29-й пехотной дивизии в Маньчжоу-Го. В 1943 году Сёити Ёкои в составе 38-го пехотного полка был переведён на Марианские острова. В феврале 1943 года он прибыл на Гуам, с 1941 года оккупированный японскими войсками. После высадки американских войск летом 1944 года на остров Ёкои и ещё 10 японских солдат, не желая сдаваться в плен, ушли вглубь джунглей Гуама. Через некоторое время семеро из них вернулись назад. Трое оставшихся приблизительно в 1964 году разделились. Позднее Ёкои обнаружил двух своих сослуживцев умершими, вероятно, от голода. Последние 8 лет в джунглях Гуама этот японский капрал прожил в одиночестве, в одной обустроенной им яме около городка Талофофо. Пищу Ёкои добывал преимущественно охотой на грызунов, речных угрей и лягушек, выходя на неё ночью. Пользовался примитивными, изготовленными им самим, предметами обихода и домашнего хозяйства. Вечером 24 января 1972 года он был обнаружен двумя местными ловцами креветок Хесусом Дуэньясом и Мануэлом де Гарсия.
Ступив на землю Японии, старый солдат сказал фразу, ставшую известной всей стране: «Мне мучительно стыдно, что я вернулся живым» (яп. 恥ずかしながら生きながらえて、帰ってきました。 Хадзукасинагара икинагараэтэ, каэттэкимасита.).
После возвращения в Японию Сёити Ёкои женился и поселился в сельской местности в родной префектуре Айти, где получал небольшую пенсию. Будучи весьма популярным человеком в современной ему Японии, олицетворением беззаветного служения родине, Ёкои неоднократно приглашался на телевидение. В 1977 году о его жизни на Гуаме был снят документальный фильм «Сёити Ёкои и его 28 лет на острове Гуам» (яп. 横井庄一グアム島28年の謎を追う Ёкио Сё:ити Гуаму-сима нидзю:хати нэн но надзо во оу), за который бывший капрал получил гонорар около 300 долларов США. В 1991 году Сёити Ёкои был удостоен приёма у императора Японии Акихито.
Сёити Ёкои скончался в 1997 году, в возрасте 82 лет, от инфаркта. Похоронен на кладбище в Нагое, рядом с могилой матери, умершей в его отсутствие в 1955 году.